# Spea bombifrons
Spea bombifrons es una especie de anfibio anuro de la familia Scaphiopodidae.

## Distribución geográfica
El rango de esta especie corresponde más o menos a las Grandes Llanuras. Se encuentra en:
- Canadá; en las provincias de Alberta y Saskatchewan;
- el centro de Estados Unidos; en Arizona, Arkansas, Colorado, Iowa, Misuri, Montana y Texas;
- México; en los estados de Chihuahua y Tamaulipas.[3]

## Descripción
Los machos miden entre 3.1 y 3.8 cm; y, las hembras, de 3.2 a 4 cm.

## Publicación original
- Cope, 1863: On TRACHYCEPHALUS, SCAPHIOPUS and other American BATRACHIA. Proceedings of the Academy of Natural Sciences of Philadelphia, vol. 15, pp. 43-54.[4]